# Джинджа Ян Мартинович
Ян Мартинович Джинджа (2 квітня 1892, місто Мітава Курляндської губернії, тепер місто Єлгава, Латвія — розстріляний 10 жовтня 1938, місто Горький, тепер Нижній Новгород, Російська Федерація) — радянський партійний діяч. Член Центральної контрольної комісії РКП(б) у 1924—1925 роках. Член ВЦВК.

## Життєпис
Закінчив трирічне початкове міське училище міста Мітави. Працював робітник, переписувачем.
У жовтні 1915 — квітні 1917 року — в російській армії, учасник Першої світової війни.
Член РСДРП(б) з 1916 року.
У квітні — грудні 1917 року — майстер палітурного цеху заводу «Провідник» у Москві.
У грудні 1917 — листопаді 1918 року — секретар і член колегії комісаріату з питань націоналізації банків міста Москви.
Одночасно в березні — листопаді 1918 року — член Бюро Латиської секції Бауманського районного комітету РКП(б) Москви.
У листопаді 1918 — серпні 1919 року — завідувач Бюро скарг Курського губернського відділення державного контролю.
У серпні 1919 — листопаді 1920 року — завідувач Бюро скарг Царицинської губернської робітничо-селянської інспекції.
У листопаді 1920 — 1921 року — уповноважений Царицинської губернської надзвичайної комісії (ЧК).
У 1921 — травні 1922 року — начальник економічного відділу Царицинської губернської надзвичайної комісії (ЧК) — ДПУ.
У травні 1922 — січні 1923 року — член Царицинського губернського революційного трибуналу.
У січні — лютому 1923 року — член Царицинського губернського суду.
У лютому 1923 — травні 1924 року — голова Царицинського губернського суду.
У травні 1924 — грудні 1926 року — голова Царицинської (Сталінградської) губернської контрольної комісії РКП(б) (ВКП(б)).
У грудні 1926 — 25 червня 1929 року — голова Вотської обласної контрольної комісії ВКП(б).
У червні 1929 — серпні 1930 року — завідувач промислової групи, завідувач сільськогосподарської групи Нижньогородської крайової контрольної комісії ВКП(б).
У серпні 1930 — лютому 1932 року — голова Сормовської районної контрольної комісії ВКП(б) міста Горький.
У лютому 1932 — вересні 1933 року — член партійної колегії Нижньогородської крайової контрольної комісії ВКП(б).
У вересні 1933 — листопаді 1935 року — начальник відділу кадрів, начальник адміністративно-господарського відділу заводу № 197 міста Горький.
У листопаді 1935 — липні 1936 року — завідувач Ворошиловського районного відділу охорони здоров'я міста Горький.
У вересні 1936 — січні 1938 року — начальник групи, начальник відділу найму та звільнення, помічник директора Горьковського м'ясокомбінату з кадрів.
19 січня 1938 року заарештований органами НКВС. Рішенням трійки УНКВС Горьковської області 4 жовтня 1938 року засуджений до страти. Розстріляний 10 жовтня 1938 року.
Після 1956 року рішенням Горьковського обласного суду вирок скасовано і справу припинено через відсутність складу злочину. Яна Джинджу посмертно реабілітовано.